# Castro de São Caetano

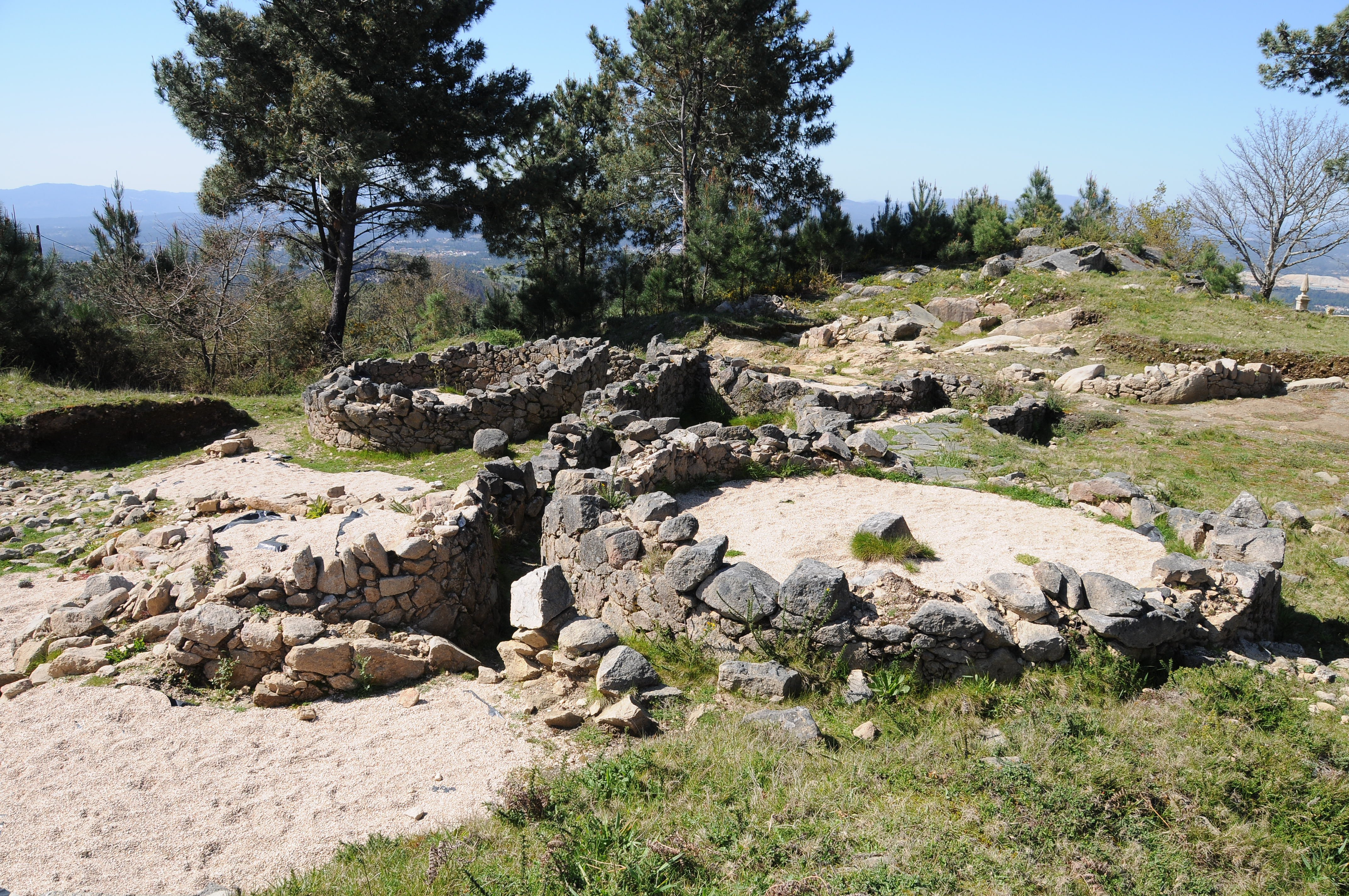
Castro de São Caetano, Monção.

O Castro de São Caetano localiza-se no lugar de Outeiro, freguesia de Longos Vales, município de Monção, distrito de Viana do Castelo, em Portugal.

## História
Trata-se de um castro que remonta à Idade do Ferro, também ocupado à época da invasão romana da península Ibérica. Terá sido abandonado em finais do século I.
Encontra-se classificado como Monumento Nacional desde 1974.